# Kaysone Phomvihan
Kaysone Phomvihan, właśc. Nguyen Cai Song (ur. 13 grudnia 1920 we wsi Na Seng, zm. 21 listopada 1992 w Wientianie) – laotański polityk, jeden z założycieli Laotańskiej Partii Ludowo-Rewolucyjnej w 1955 roku. Pierwszy premier Laotańskiej Republiki Ludowo-Demokratycznej od 8 grudnia 1975 do 15 sierpnia 1991; prezydent kraju od 15 sierpnia 1991 do śmierci.